# Ганско-израильские отношения
Израильско-ганские отношения — двусторонние настоящие и исторические отношения между Ганой и Израилем. У Ганы есть посольство в Рамат-Гане, а у Израиля есть посольство в Гане. Посол Израиля в Гане — Ами Мехл.

## История
Двусторонние отношения были установлены в марте 1957 года и продлились всего три года.
В апреле 1959 года Израиль совместно с Индией руководил проектом основания ВВС Ганы. Небольшая команда израильских специалистов также тренировала персонал по обслуживанию самолётов и радиотехников в Торговой школе ВВС в Аккре. Несмотря на то, что под давлением Великобритании ганский президент Кваме Нкрума прекратил пользоваться услугами израильских инструкторов в 1960 году, ганские пилоты продолжали получать помощь в тренировках в летных школах в Израиле. После свержения Нкрумы, израильское военное сотрудничество с Ганой закончилось.
В начале декабря 2017 года с трёхдневным визитом по приглашению спикера Кнессета Юлия Эдельштейна в Израиль прибыла парламентская группа для участия с межпарламентском саммите. Африканские политики встретятся с премьер-министром Нетаньяху и президентом Ривлиным, кроме того они посетят израильские компании, работающие в сфере информационной безопасности и сельского хозяйства.
В феврале 2018 года израильский посол в Гане Ами Мехл заявил, что ганцам нелепо просить убежища в Израиле, так как Гана по его мнению является одной из самых демократических стран мира. При этом посол Мехл не упомянул о том, что гомосексуальность в Гане преследуется законом, а тысячам женщин ежегодно предъявляют обвинение в колдовстве. Согласно заявлению посла в период с 2014 по 2017 в Израиле попросили убежище 381 гражданин Ганы.
В июне 2018 года Гана и Израиль подписали протокол о намерениях, согласно которому 50 агрономов из этой африканской страны, прошедшие обучение в компании «AGRITOP» смогут проходить 11-месячную практику в израильских киббуцах. Гана таким образом присоединиться к программе, в которой уже участвуют порядка 1600 человек из стран Африки, Азии и Латинской Америки. В этой программе Гане изначально было выделено 30 мест, однако это число было увеличено до 50 после визита в Израиль ганского министра сельского хозяйства.
5 ноября 2018 года израильский премьер Нетаньяху провел встречу с главой МИД Ганы Ширли Айоркор Ботчвей. Политики обсудили экономическое сотрудничество между двумя странами. Ганский министр пообещала поддержать еврейское государство на международных форумах, а Нетаньяху в свою очередь пригласил президента Ганы Нану Акуфо-Аддо посетить Израиль в 2019 году.

## Израильский дом
Дом Израиля — еврейское сообщество в Гане, которое заявляет о том, что ведет свое существование от одного из Десяти потерянных колен древнего Израиля.

## Спорт
В футбольном матче против Чехии, ганский футболист Джон Пейнтсил (John Paintsil) вытащил израильский флаг и махал им после того, как забил гол. Пеинстил, один из трех ганских футболистов, кто играет на чемпионате мира, живёт в Израиле и играет за клуб Hapoel Tel Aviv. Он позже объяснил, что хотел сделать приятное израильским болельщикам, которые приехали на матч, чтобы поддержать его и не намеревался делать какие-либо политические заявления за или против израильского правительства. Его поступок раскритиковали в его родной стране за то, что он не махал ганским флагом.

## Торговля
В октябре 2004 года в столице Ганы городе Аккра прошла четырёхдневная израильская торговая выставка «Applicable Technologies Fair 2004». Ганский министр торговли и промышленности Алан Джон Кьерематен (Alan John Kyerematen) призывал инвесторов вкладывать средства в ирригацию и сельское хозяйство.

## Экономическое сотрудничество
В августе 2019 года израильский национальный институт сельскохозяйственных исследований им. Вулкани подписал договор о сотрудничестве с Управлением какао Ганы. Согласно ему израильские учёные будут работать над поисками методов защиты плантаций какао в Гане от вируса деформации побегов дерева какао (CSSVD), а также подбором наиболее эффективных систем ирригации и удобрения, улучшением процессов обработки, хранения, транспортировки какао-бобов после сбора урожая и проч.
В 2021 году Всемирный банк выделил Гане $200 млн на закупку израильской технологии, разработанной фирмой GEOX. Правительство африканской страны будет использовать спутниковое 3D-картирование местности с последующим анализом аэрофотоснимков для предсказания наводнений, которые в Гане случаются втрое чаще, чем в самом Израиле — 1500—2000 миллиметров в год.

## Военное сотрудничество
Летом 2017 года посол Израиля в Гане Ами Мехл и военный атташе в странах Африки полковник Авиэзер Сегаль посетили «Бирманский лагерь» — крупнейшую военную базу в Аккре и от имени израильского правительства предложили обучить ганских военных специалистов использованию тактических БПЛА. Ранее СМИ сообщали о намерении командования ганской армии закупить партию БПЛА.